# 宽翅假鹤虱
宽翅假鹤虱（学名：Eritrichium thymifolium subsp. latialatum）为紫草科齿缘草属假鹤虱的亚种。分布在中国大陆的西藏等地，生长于海拔4,800米的地区，常生于砾石山坡和阶地，目前尚未由人工引种栽培。